# 제45회 일본 아카데미상
제45회 일본 아카데미상(第45回日本アカデミー賞)은 일본 아카데미상 협회가 영화 제작의 우수성을 시상하기 위해 수여하는 상인, 45번째 열린 일본 아카데미상이다.
하토리 신이치, 나가사와 마사미가 사회를 맡았고 일본 도쿄도 그랜드 프린스 호텔 뉴 타카나와에서 열렸다.

## 수상
- 작품상: 드라이브 마이 카 (영화)
- 애니메이션 작품상: 신 에반게리온 극장판
- 감독상: 하마구치 류스케 - 드라이브 마이 카 (영화)
- 최우수 각본상: 하마구치 류스케 - 드라이브 마이 카 (영화)
- 최우수 남우주연상: 니시지마 히데토시 - 드라이브 마이 카 (영화)
- 최우수 여우주연상: 아리무라 카스미 - 꽃다발 같은 사랑을 했다
- 최우수 남우조연상: 스즈키 료헤이 - 고독한 늑대의 피 LEVEL2
- 최우수 여우조연상: 키요하라 카야 - In the Wake